# 三管镇
三管镇，是中华人民共和国山西省运城市临猗县下辖的一个乡镇级行政单位。

## 行政区划
三管镇下辖以下地区：
三管村、向阳庄村、梁家庄村、新庄村、陆喜营村、东姚村、西姚村、师家庄村、王薛庄村、黄家庄村、李家卓村和王家卓村。